# Mesiano
Mesiano is een plaats (frazione) in de Italiaanse gemeente Trento.